# Дніпровська ТЕЦ
Дніпровська ТЕЦ — тепло-електрогенеруюче підприємство України (Публічне акціонерне товариство «Дніпровська Теплоелектроцентраль»), розташоване в місті Кам'янське.
Дніпродзержинська ГРЕС збудована в 1932 році. Підприємство має три цехи: котлотурбінний, електричний, ремонтно-транспортний. На підприємстві встановлено 4 турбіни середнього тиску, загальною встановленою електричною потужністю 61,6 МВт. Встановлено 10 котлоагрегатів середнього тиску загальною максимальною паровою потужністю — 1280 т/год. Установлена електрична i теплова потужність турбін електростанції на початок та кінець року складають відповідно 61,6 МВт та 313,0 Гкал/год. Наявна електрична потужність на кінець року — 21,1 МВт. Причини розриву між установленою та наявною електричними потужностями є технічні обмеження, тобто недостача теплових навантажень на турбіну типу Р в зимовий період при відсутності споживачів.